# 리가 수력 발전소

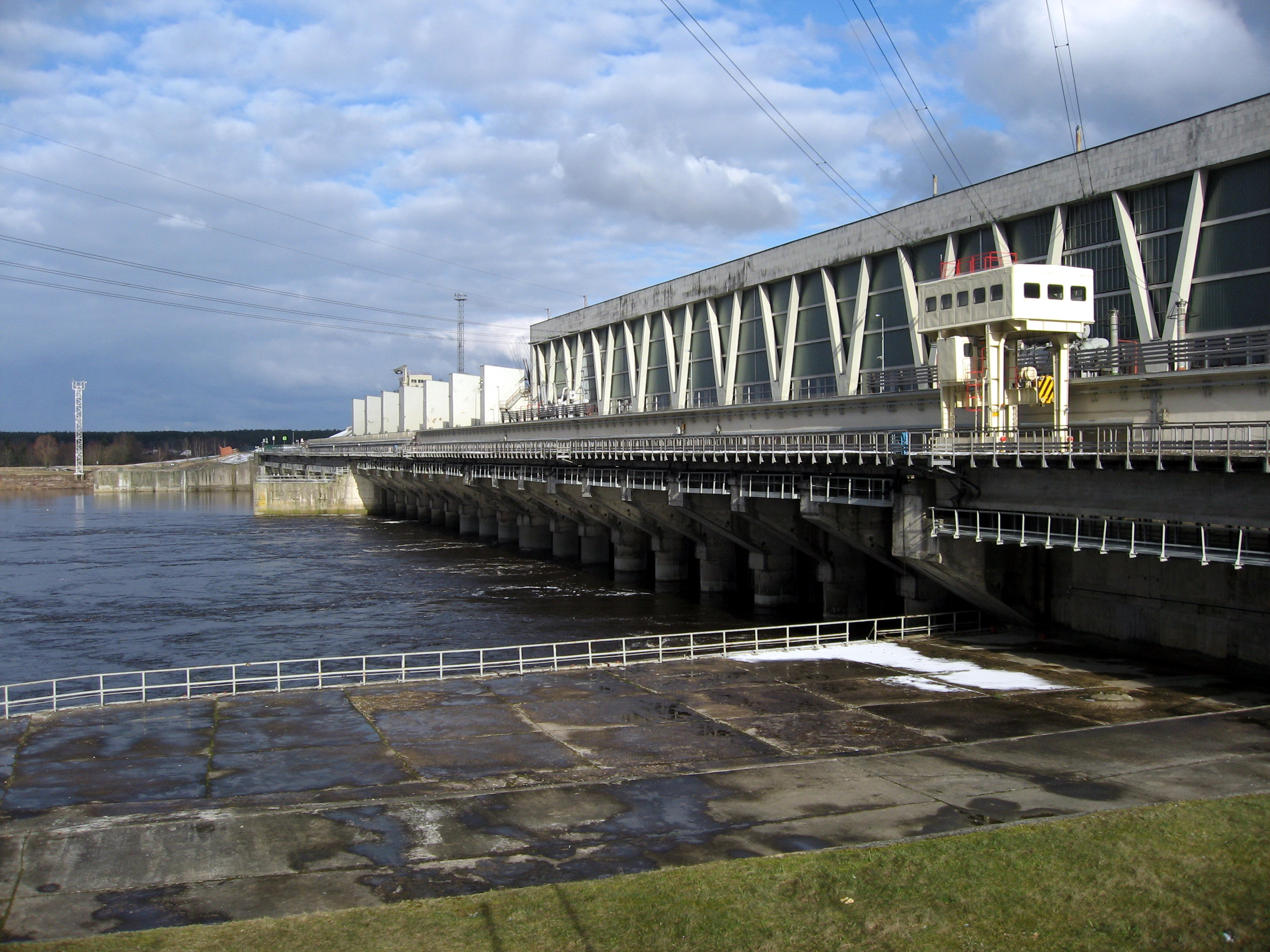
댐 전경

리가 수력 발전소(라트비아어: Rīgas hidroelektrostacija, 약어로는 Rīgas HES)는 라트비아 리가 시의 남쪽 경계에 걸쳐 있는 수력 발전소이다. 행정 구역 상으로는 살라스필스에 위치해 있다. 총 생산 가능한 전력은 402MW이다. 총 6기의 발전기, 2기의 변압기, 살라스필스 및 비슈치엠스로 가는 330kV 송전선이 2기 설치되어 있다. 발전 기능 이외에도 라트비아 전력망의 전력 보충 및 주파수 조절 역할을 담당하고 있다.

## 역사
리가 수력 발전소는 1966년 착공하여 1974년에 개업하였다. 리가 수력 발전소를 짓기 위해서 다우가바강의 돌레스 살라(Doles Sala) 섬 지역에 댐을 건설하였고, 이 지역은 댐 건설 이후 리가 저수지의 일부가 되었다. 돌레스 살라 섬 이외에도 다우가바강의 작은 섬들이 저수지에 편입되었다.
저수지를 지탱하는 역할 이외에도, 댐의 상부는 자동차 도로로 사용된다. 댐 건설을 위하여 철도가 같이 시공되었으나, 발전소 건설 기간에만 사용되었고, 다우가바강 좌안에 연결되는 철도 노선이 없었기 때문에 21세기 초에 폐선되었다. 영업 당시 철도 노선은 살라스필스 역에서 분기되어 돌레스 살라 섬의 중앙부까지 이어졌다.

## 시설
저수지 중간에는 송전탑이 있으며, 살라스필스-옐가바 및 살라스필스-리가 수력 발전소간 330kV 송전선이 2기 설치되어 있다. 저수지 끝에서 끝까지의 거리는 약 1km이다. 리가의 전력 공급원으로 사용되고 있으며, 리가 저수지는 리가 대부분 지역에 수돗물을 공급한다. 전력망의 전압을 조절하고 전력 부족을 해결하기 위해서, TEC2 화력 발전소의 대체 발전소로 펌프 저장식 발전기가 설치되어 있다. 발전소는 라트브에네르고에서 운영하고 있다.
이 발전소는 발트 해 연안에서 가장 큰 이그날리나 원자력 발전소의 대체 발전소 역할을 담당하고 있다. 이그날리나 원자력 발전소의 터빈 1기가 멈추면 3기의 터보 발전기가 가동을 시작하며, 2기가 멈추면 6기의 터보 발전기가 가동을 시작한다.